# 1530er
Portal Geschichte | Portal Biografien | Aktuelle Ereignisse | Jahreskalender | Tagesartikel

◄ |
15. Jh. |
16. Jahrhundert
| 17. Jh. | ►

◄ |
1500er |
1510er |
1520er |
1530er
| 1540er | 1550er | 1560er | ►

1530 |
1531 |
1532 |
1533 |
1534 |
1535 |
1536 |
1537 |
1538 |
1539

## Ereignisse
- 1530: Präsentation der Confessio Augustana auf dem Reichstag in Augsburg
- 1531: Gründung des Schmalkaldischen Bundes
- 1533: Eroberung des Inka-Reiches durch spanische Truppen unter Führung von Francisco Pizarro.
- 1539: Tupac Amaru, der letzte König der Inka, wird von den Spaniern ermordet.